# إلياس دي أوليفيرا روزا
إلياس دي أوليفيرا روزا (بالبرتغالية: Elias de Oliveira Rosa‏) الشهير باسم كانو (8 فبراير 1983) لاعب كرة قدم برازيلي من دون عقد حاليا يجيد اللعب في مركز المهاجم كما يجيد اللعب في مركز الجناح الأيمن.

## الإنجازات

### المحرق
- كأس ملك البحرين (1): 2016

## روابط خارجية
- إلياس دي أوليفيرا روزا على موقع قاعدة بيانات كرة القدم.إي يو (الإنجليزية)
- إلياس دي أوليفيرا روزا على موقع Soccerway.com (الإنجليزية)